# Sommerfuglebusk
Sommerfuglebusk (Buddleja davidii) er en løvfældende busk med en overhængende vækst og store klaser af duftende blomster. Den bliver dyrket for sin blomsterrigdom, og fordi den tiltrækker nektarsøgende insekter, herunder bl.a. sommerfugle.

## Beskrivelse
Sommerfuglebusk er en løvfældende busk med en tragtformet, men dog overhængende vækst. Grenene er grågrønne og firkantede det første år. Senere farves barken dog lysegrå og stribet, og til sidst bliver den grå og opsprækkende.
Knopperne er modsatte, først små og trekantede, senere aflange, gråfiltede og delvist åbne. De springer ud i milde perioder af vinteren. Bladene er elliptiske og helrandede. Oversiden er gråligt mørkegrøn, mens undersiden er grå.
Blomstringen foregår over en lang periode fra juli til september. Blomsterne ligner syrenblomster en hel del, og de sidder samlet i tætte klaser ved skudspidsen og i de øverste bladhjørner. Duften er sød og krydret. Frugterne er små kapsler, hvis frø sjældent modner her i landet.
Rodnettet består af tykke rødder, der ligger lige under overfladen.
Højde x bredde og årlig tilvækst: 4 × 2 m (40 × 20 cm/år).

## Hjemsted
Busken vokser vildt i Kina, nær grænsen til Mongoliet og Tibet. Dér optræder den som krat på næringsrige og ret tørre löss-aflejringer. Desuden ses busken selvsået i New York, Essen og Birmingham – alle steder på tomme industrigrunde og i sprækkerne på forvitret murværk.
Tangjiahe naturreservatet i Sichuan, Kina, dækker ca. 400 km2 med et forrevet bjerglandskab i højder på 1.200-3.800 m. Mellem 1.700 og 2.100 m højde findes en blandet stedsegrøn og løvfældende skov, hvor de dominerende arter tilhører slægterne birk, fyr, gran, hemlock, kirsebær, kvalkved, løn og pil. Her vokser arten sammen med bl.a. alm. ranunkelbusk, blåbælg, Daphne tangutica, guldskovranke, henrys gedeblad, høstanemone, japansk asters, kamæleonbusk, kinesisk astilbe, kinesisk neillia, kronerabarber, ligustergedeblad, monoløn, omeirose, rødskærm, skavgræs, viftedværgmispel og vinget benved

## Blomsterduft
Blomsterne tiltrækker dag- og natsommerfugle samt masser af andre insekter, dog ikke honningbier.

## Giftighed
Bladene indeholder en fiskegift.
- Blomster
- Vækstform

| Portal | Portal:Botanik |

## Note
1. ↑  TianZi Biodiversity Research & Development Centre: Feeding behavior of Sichuan takin Arkiveret 27. april 2010 hos  Wayback Machine (engelsk)